# Koniec wakacji (film 1974)
Koniec wakacji – polski film psychologiczny dla młodzieży z 1974 roku w reżyserii Stanisława Jędryki. Ekranizacja powieści Janusza Domagalika z 1966 roku pod tym samym tytułem. 

## Fabuła
Historia nastoletniego Jurka, któremu przychodzi zmierzyć się z typowymi dla chłopców w jego wieku problemami: rozpadem małżeństwa rodziców, agresją ze strony rówieśników, pierwszą miłością, odpowiedzialnością za innych, za swoje wybory. 

## Obsada
- Marek Sikora – Jurek
- Agata Siecińska – Elżbieta
- Józef Nalberczak – ojciec Jurka
- Tadeusz Białoszczyński – profesor Pilarski „Parasol”
- Bolesław Płotnicki – dziadek Jurka
- Krystyna Borowicz – ciotka Jurka
- Halina Buyno-Łoza – babcia Jurka
- Teofila Koronkiewicz – sąsiadka Lepiszewska
- Jerzy Bończak – górnik Rudolf
- Emir Buczacki – lekarz pogotowia
- Henryk Bąk – sekretarz partii (PZPR) w kopalni
- Witold Dederko – staruszek na karuzeli
- Jan Himilsbach – mężczyzna ze szczeniakiem na dworcu
- Marek Kondrat – Staszek, kuzyn Jurka (dubbing K. Stroińskiego)
- Krzysztof Kowalewski – nauczyciel (dubbing B. Sochnackiego)
- Włodzimierz Nowak – żołnierz prowadzący konia
- Małgorzata Stępniak – Irka
- Roman Burkot – blondynek
- Jacek Czuta – Zbyszek
- Henryk Gołębiewski – chuligan
- Tomasz Olszak – chuligan
- Marek Orzechowski – chuligan
- Andrzej Piechocki – Jasio
- Wojciech Zimecki – Adam
- inni.

## Realizacja
Zainteresowała mnie postać bohatera [...]. Znalazłem w powieści interesujący materiał na portret psychologiczny chłopca na progu dojrzałości, ogniskującego w sobie typowe problemy i niepokoje tego wieku. [...] Drugim powodem zainteresowania książką była sceneria Śląska. Pochodzę z Sosnowca i doskonale pamiętam swoje wakacje-niewakacje, spędzone wśród żarzących się hałd i zadymionych pól. Oryginalny i niepowtarzalny, śląski pejzaż ma w sobie wiele liryzmu. Mam nadzieję, że uda mi się to wszystko przekazać w filmie

Zdjęcia do filmu trwały między lipcem a listopadem 1974 roku w Szopienicach, Bytomiu (KWK „Szombierki”), Świętochłowicach (ul. Figuły, była kopalnia KWK „Śląsk”, hałda „Ajska”), Katowicach (ul. Gliwicka), dworce kolejowe: Chorzów Miasto i Warszawa Centralna (tymczasowy).
Film miał swoją premierę w marcu 1975 roku. Zyskał pozytywne recenzje. Chwalono zwłaszcza kreację Marka Sikory. 

## Nagrody
- 1975 – MFF dla Dzieci i Młodzieży w Poznaniu
  - „Srebrne Koziołki”
  - Nagroda Głównej Kwatery ZHP (za scenariusz)
- 1975 – MFF w Moskwie 
  - nagroda Ministra Oświaty ZSRR
  - nagroda jury dziecięcego
- 1976 – MFF dla Dzieci w Teheranie
  - Grand Prix
  - dyplom irańskiego Radia i Telewizji
  - wyróżnienie irańskiego Ministerstwa Kultury i Sztuki
- 1979 – MFF w Linz
  - wyróżnienie